# Bassus beyarslani
Bassus beyarslani är en stekelart som beskrevs av Cetin Erdogan 2005. Bassus beyarslani ingår i släktet Bassus och familjen bracksteklar. Inga underarter finns listade.